# 科隆诺
科隆诺（義大利語：Colonno），是意大利科莫省的一个市镇。总面积5平方公里，人口546人，人口密度109.2人/平方公里（2009年）。ISTAT代码为013074。